# Digo Menezes
Rodrigo Menezes, mais conhecido por Digo Menezes (São Paulo, 29 de janeiro de 1977), 1,70 de altura é um skatista profissional brasileiro que atua na modalidade vertical.

## Biografia
Filho de mãe e pai brasileiros. Iniciou no skate na modalidade downhill slide, passou para o vertical nas skateparks paulistanas Prestige Skate Park na Lapa e Top Sport em Perdizes. Atualmente esta entre as modalidades Vertical, Mega Ramp, Banks, Mini Ramp, e Bowls.
Foi o primeiro brasileiro consagrar-se campeão mundial em uma competição de skate na Alemanha em 1995 no Münster Monster Mastership. No mesmo ano lançou seu model (shape de skate) pela Think Skateboards em comemoração ao titulo mundial de 1995.
Em 2009 quebrou seu calcanhar no campeonato da Megarrampa, Na sua recuperação reconstruiu o calcanhar com dois pinos de titânio. Os médicos chegaram a falar em amputação por cause de necrose no calcanhar e que dificilmente iria voltar a andar de skate.

## Videografia no Skate
- Em 1988 no evento da ladeira da morte, sua primeira aparição em vídeo.[5]

## Histórico de conquistas
- Tricampeão brasileiro consecutivo na modalidade em downhill slide, 1988, 1989 e 1990.

- Pentacampeão Brasileiro na modalidade vertical (1992, 1994, 1997, 2000 e 2002).[6]

- Em 2004, foi homenageado no Espaço Araguari, em São Paulo. No mesmo ano campeão do circuito europeu 2004 na modalidade vertical, vencendo em mais de cinco países diferentes, Itália, Alemanha, França, Suíça e Espanha.[7]

- Em 2006 eleito melhor skatista de vertical.[8]